# Jan Rogowski (aviatore)
Jan Aleksander Rogowski (Jurowce, 17 giugno 1915 – Stowmarket, 17 agosto 1997) è stato un militare e aviatore polacco, asso dell'aviazione polacca nel corso della seconda guerra mondiale.

## Biografia

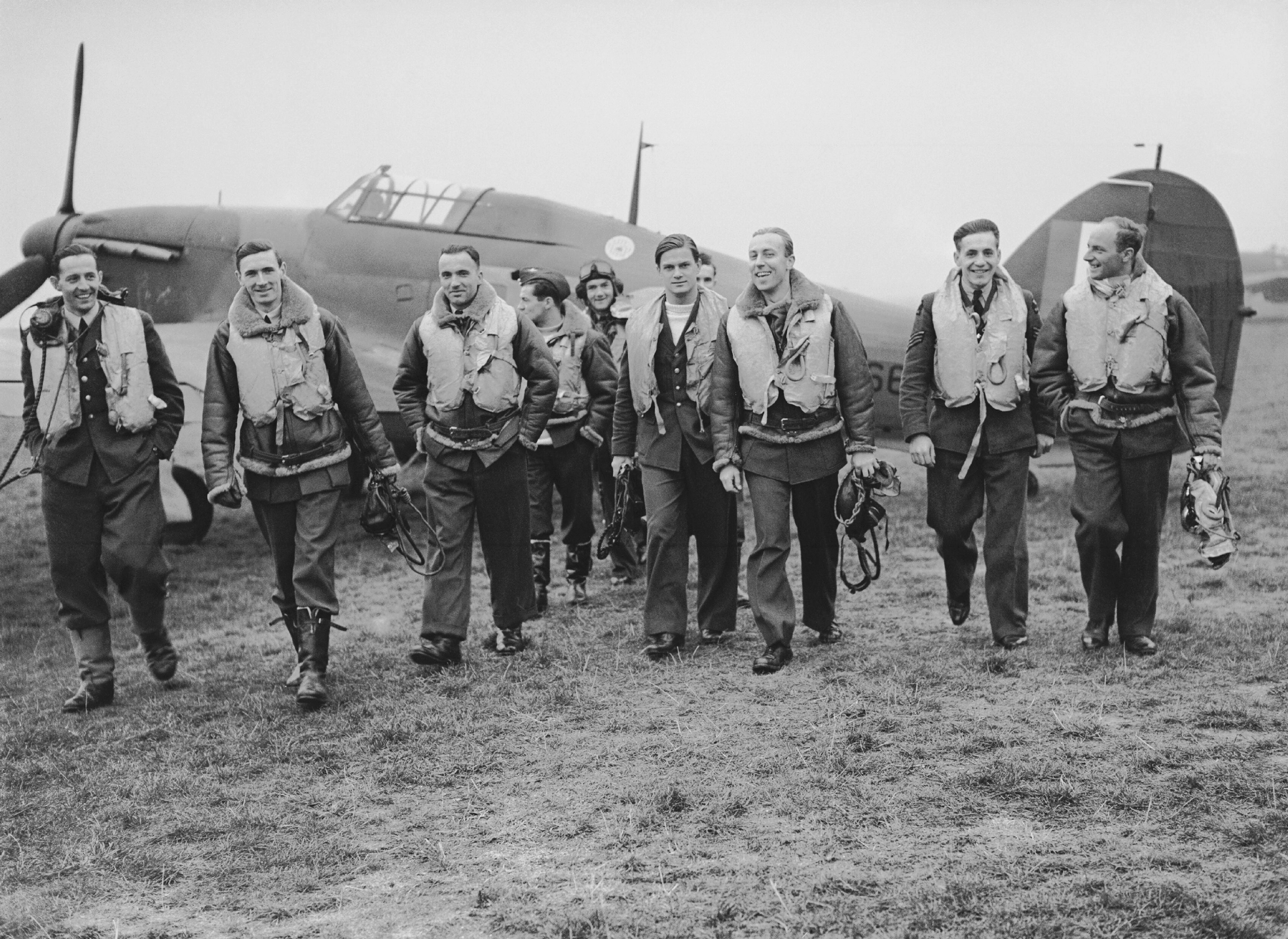
Gruppo di piloti del No.303 Squadron vicino a un Hawker Hurricane. Da sinistra in prima fila: Pilot Officer Mirosław Ferić, Flight Lieutenant John A. Kent, Flying Officer Bogdan Grzeszczak, Pilot Officer Jerzy Radomski, Pilot Officer Witold Łokuciewski, Pilot Officer Bogusław Mierzwa (da Łokuciewskim), Flying Officer Zdzisław Henneberg, sergente Jan Rogowski e sergente Eugeniusz Szaposznikow. Al centro con gli occhiali il Flying Officer Jan Zumbach.

Nacque a Jurowce, un villaggio nel Voivodato della Podlachia, il 17 giugno 1915, figlio di Jan e Paulina Pasiecka. Dopo aver frequentato il liceo completò la sua formazione come meccanico presso un istituto tecnico, conseguendo il diploma nel novembre 1936. Seguendo l'esempio del fratello si arruolò nella Siły Powietrzne come pilota, iniziando l'addestramento nel gennaio 1937. Svolse la maggior parte della sua formazione presso il deposito di Lida, passando poi alla scuola di combattimento di Grudziądz. Al termine dei corsi fu assegnato alla 151ª Eskadra Mysliwskaa di Porubanek (ora Vilnius), volando con i caccia PZL P.7a. Al momento dell'attacco tedesco nel settembre 1939 prestava servizio con il 162ª Eskadra Mysliwska del 6° Putk Lotniczy basata a Leopoli, ed equipaggiata con i caccia PZL P.11c. Al termine della breve campagna militare, il 18 settembre riparò in Romania dove fu internato, ma riuscì a fuggire imbarcandosi su una nave a Balčik, in Bulgaria, salpando per la Francia, e arrivando a Marsiglia il 19 dicembre.
Assegnato al deposito polacco sull'aeroporto di Lione-Bron, si unì subito a una compagnia di aviatori polacchi diretti in Inghilterra, dove arrivò il 27 febbraio 1940 per essere assegnato, con la matricola 780965, alla Royal Air Force Volunteer Reserve. Dopo la valutazione del suo addestramento venne inviato alla No.5 Operational Training Unit di Aston Down per effettuare la conversione sui caccia Hawker Hurricane. Il 13 agosto venne assegnato al No. 303 "Warszaw Kościuzko" (Polish) Squadron di stanza a Northolt. Partecipò alla battaglia d'Inghilterra reclamando l'abbattimento di un Messerschmitt Bf 109 il 2 settembre, ma quattro giorni dopo rimase ferito alle gambe dal fuoco di risposta di un bombardiere Dornier Do 17 ed effettuò un atterraggio d'emergenza a Biggin Hill con l'Hurricane V7243. Non rientrò in servizio sino al 23 ottobre, e fu decorato con la Croce al valore il 23 dicembre 1940.
Il 2 febbraio 1941 venne assegnato al No.74 Squadron a Biggin Hill, equipaggiato con i Supermarine Spitfire. Rimase nuovamente ferito in un atterraggio d'emergenza a Langley Green, Eastbourne il 24 effettuato con lo Spitfire P7559. Abbatté un caccia Bf 109 durante una volo di pattugliamento dello squadron il 7 aprile 1941.
Passò in servizio presso il No. 308 Squadron di Northolt il 6 agosto 1941, rimanendo con esso fino al 1 luglio 1942, quando fu inviato al volo 1489, un'unità di rimorchio di bersagli. Tornò alle operazioni belliche il 23 giugno 1943 quando venne assegnato al No.302 Squadron a Heston. Promosso sergente di volo il 1 settembre, e gli furono assegnate due barrette alla Croce al valore (7 ottobre 1943). Il 9 gennaio 1944 venne assegnato alla No.16 Fighter Training School di Newton per un corso di istruttori e il 23 maggio 1944 fu trasferito alla No.2 Air Gunners School di Finningley come pilota di staff.
Il 10 giugno 1944 passò al No.306 Squadron a Holmesly South, e il 1 luglio fu promosso Warrant officer. Durante il suo servizio con No.306 Squadron distrusse quattro bombe volanti V-1.  Il 17 agosto 1945 fu insignito della Croce d'argento dell'Ordine Virtuti militari (nr. 11118) e la Croce d'argento al merito con le spade.
Fu assegnato al 25 EFTS di Hucknall il 20 agosto 1945 per un corso di istruttorie, e fu posto in congedo presso il Polish Air Force Depot di Blackpool il 21 dicembre 1945 con il grado di Warrant officer.
Si stabilì definitivamente a Ipswich, nel Regno Unito. Non si sposò mai, e morì il 17 agosto 1997 presso la Meadows Nursing Home di Stowmarket, nel Suffolk. Sepolto in una fossa comune, grazie all'interessamento di Richard King, la salma fu riesumata nel 1999 e sepolta nel cimitero cattolico di New Lawn.

### Annotazioni
1. ↑  Tale squadriglia era assegnata a protezione dell'Armata di Lodz.

### Fonti
1. 1 2 3 4 5 6 7 8 9 10 11 12 13 14 15 16 17 18 19 20 21  Allspitfirepilots.
2. ↑  Belcarz, Peczkowski 2001, p. 206.
3. ↑  Belcarz, Peczkowski 2001, p. 194.
4. ↑  Cynk 1998, p. 94.
5. ↑  Cynk 1998, p. 102.
6. ↑  Cynk 1998, p. 152.
7. ↑  Cynk 1998, p. 155.
8. ↑  King 2012, p. 398.